# محمد حسني البغال
محمد حُسْنِي البَغَّال (نحو 1320هـ /1902 م - 1350هـ / 1931 م ـ)، من علماء مدينة دمشق.

## اسمه وأسرته
هو: محمد حُسْنِي بن عبد المجيد بن بكري بن عبد الغني بن أحمد بن بكري البَغَّال. عالم فاضل من أسرة دمشقية معروفة ولد في دمشق. تلقى العلم على يد والده ثم على يد علي الدقر ولازمه الملازمة التامة وعلى يد عبد المجيد الطرابيشي (1290- 1363 هـ) والد المقرئ المشهور بكري الطرابيشي. ثم أمّ الناس ودرّس في جامع عز الدين في حي باب سريجة، وتولى الخطابة في جامع التعديل في حي القنوات. وكان والده - على فضله- ممن يحضر دروسه.
وممن درس على يديه: عبد الرحمن الشاغوري ومحمود الحبال ومحيي الدين الكردي ومحمد سعيد الكردي. كانت دروسه من السَّحَر إلى العشاء.
خرج من أسرته أيضا العديد من العلماء مثل:
- أحمد بن بكري (1190- 1270 هـ = 1776- 1853 م) فقيه شافعي كان من خواصّ عبد الرحمن الكزبري (1184- 1262 هـ) وكان إماماً ومدرساً في مسجد سنان باشا ودفن في مقبرة الباب الصغير.[2]

- وجده بكري بن عبد الغني البَغَّال (1250– 1311هـ = 1834- 1893م): صوفي شاذلي خلوتي، وكان إمام وخطيب مسجد عز الدين، أخذ علوم الشريعة عن قاسم بن صالح الشهير بالحلاق (1223- 1284 هـ) جد جمال الدين القاسمي، وعن محمد الطنطاوي (بعد 1230- 1306 هـ) عم جدِّ علي الطنطاوي. وأخذ الطريقة الخلوتية عن محمد المهدي السكلاوي (1200- 1278 هـ)، ثم عن محمد المبارك. وولادته ووفاته بدمشق.[3]

- أبوه عبد المجيد (1352 هـ - 1934م) فأخذ العلم عن محمد القاسمي، وتوفي يوم الاثنين 1 رمضان 1352 هـ ودفن في مقبرة الباب الصغير.[4]

## وفاته
أصيب بالسل في آخر حياته، وتوفي في حياة والده، ودفن في مقبرة الباب الصغير.